# 3 kuma
3 kuma (eng. 3 Godfathers) je vestern iz 1948. kojeg je režirao John Ford. Scenarij za film su napisali Frank S. Nugent i Laurence Stallings, i to po priči istoimenog romana koji je napisao Peter Kyne. Ford je već jednom prethodno bio adaptirao tu priču za film pod imenom Obilježeni ljudi (eng. Marked Man). Film Obilježeni ljudi je snimljen 1919. godine i to kao nijemi film. Upravo ta originalna nijema Fordova adaptacija se danas smatra izgubljenom.

## Radnja
Tri lopova, Robert (John Wayne), William (Harry Carey Jr.) i Pete (Pedro Armendáriz) pljačkaju banku u Arizoni, nakon koje bježe od potjere koju predvodi šerif Buck Sweet (Ward Bond). Tijekom svog bijega oni nailaze na napuštenu ženu (Mildred Natwick) u konjskim kolima, koja se nalazi pred porodom. Uz pomoć poznate trojke ona se uspjeva poroditi, nakon čega ih ona, prije svoje smrti, tjera na obećanje da će se brinuti o njenom djetetu. Zbog činjenice da je jedan od njih ranjen, kao i one da sada imaju dijete na svojim rukama, trojac s djetetom odlazi u New Jerusalem.

## Glavne uloge
- John Wayne kao Robert Marmaduke Hightower
- Harry Carey Jr. kao William Kearney "The Abilene Kid"
- Pedro Armendáriz kao Pedro "Pete" Fuerte
- Mildred Natwick kao majka
- Ward Bond kao Perley "Buck" Sweet
- Mae Marsh kao 	gospođa Sweet
- Jane Darwell kao gospođica Florie
- Guy Kibbee kao sudac

## Vanjske poveznice
- 3 kuma u internetskoj bazi filmova IMDb-a